# عدن الشرق
عدن الشرق (باليابانية: 東のエデン، بالروماجي: Higashi no Eden) (هيغاشي نو إيدين) (بالإنجليزية: Eden of the East)‏ (إيدن أوف ذي إيست) هو مسلسل أنمي تلفزيوني من إنتاج استوديو برودكشن آي جي.

## مصطلحات هامة
- نوبليس أوبليج
- سيليسو
- سابورتر
- الإثنين الطائش

## الشخصيات

### عدن الشرق
- ساكي موريمي
- كازوومي هيراساوا
- ميتشون
- أختاه
- ساتوشي أوسوغي
- هاروو كاسوغا

### السيليسو
- دايجو مونونوبي (سيليسو رقم 1)
- جينتارو تسوجي (سيليسو رقم 2)
- توشيكو كيتاباياشي (سيليسو رقم 3)
- المفتش يوسيه كوندو (سيليسو رقم 4)
- دكتور هاجيمي هيورا (سيليسو رقم 5)
- تايشي ناوموتو (سيليسو رقم 6)
- نوريو تاتشيبارا (سيليسو رقم 8)
- أكيرا تاكيزاوا (سيليسو رقم 9)
- ريو يوكي (سيليسو رقم 10)
- كوروها ديانا شيراتوري (سيليسو رقم 11)

### آخرون
- Mr.OUTSIDE (تلفظ مستر أوتسايد)
- Juiz (تلفظ جويس)
- يوتاكا إيتازو

## الموسيقى
- أغنية البداية: سقوط
  - غناء: أويسس
- أغنية النهاية: Futuristic Imagination
  - غناء: School Food Punishment

## وصلات خارجية
- عدن الشرق على موقع IMDb (الإنجليزية)
- عدن الشرق على موقع ليتربوكسد (الإنجليزية)
- عدن الشرق على موقع كينوبويسك (الروسية)
- عدن الشرق على موقع قاعدة بيانات الفيلم (الإنجليزية)
- عدن الشرق على موقع ANN anime (الإنجليزية)